# 893
893 (DCCCXCIII) var ett normalår som började en måndag i den julianska kalendern.

## Händelser

### Januari
- 28 januari – Karl den enfaldige blir kung av Västfrankiska riket.

### Okänt datum
- Simeon I blir tsar av Bulgarien.
- Bulgariens huvudstad flyttas från Pliska till Preslav.
- Den heliga Valborg kanoniseras

## Födda
- September eller oktober – Ludvig barnet, kung av Östfrankiska riket 899–911
- Chen Jinfeng, kinesisk kejsarinna.

## Avlidna
- Photios I, patriark av Konstantinopel.
- Padla I av Kakheti